# Notonemoura maculata
Notonemoura maculata är en bäcksländeart som först beskrevs av Bevan S. Weir 1967.  Notonemoura maculata ingår i släktet Notonemoura och familjen Notonemouridae. Inga underarter finns listade i Catalogue of Life.